# Pupčana arterija
Pupčana ili umbilikalna arterija je parna arterija (svaka s jedne strane tijela) koja se nalazi u abdominalnom i zdjeličnom području. Kod fetusa se nastavlja u pupčanu vrpcu.

## Pupčane arterije fetusa
Pupčane arterije nose deoksigeniranu krv od ploda do posteljice u pupčanu vrpcu. U pupčanoj vrpci uglavnom se nalaze dvije pupčane arterije i jedna pupčana vena. Pupčane arterije su ustvari ogranci unutrašnje ilijačne arterije. One okružuju mokraćni mjehur i potom iznose deoksigeniranu krv iz ploda kroz pupčanu vrpcu. 
Pupčane arterije su jedine arterije u ljudskog tijelu, osim plućnih arterija, kojima teče deoksigenirana krv.
Tlak u pupčanoj arteriji u prosjeku iznosi 50 mmHg.
Unutar posteljice, pupčane arterije su povezane jedna s drugom na udaljenosti približno 5 milimetara Hyrtlovom anastomozom. Nadalje, granaju se na korioniske arterije ili intraplacentarne fetalne arterije.

## Pupčana arterija kod odraslih
Pupčana arterija je prednji ogranak unutrašnje ilijačne arterije i predstavlja otvoreni dio embrionske pupčane arterije. Nalazi se u zdjelici, a grana se na superiornu vezikalnu arteriju (arteria vesicalis superior). Kod muškaraca ogranak joj je i sjemenovodna arterija (arteria ductus deferentis).

## Galerija
- model ljudskog zametka dugog 1,3 milimetara
- poprečni presjek ljudskog zametka starog 8-9 tjedana
- duboka disekcija prednjeg dijela pupčane arterije

## Više informacija
- pupčana vrpca
- pupčana vena
- fetalni krvotok
- posteljica